# Modroara błękitna
Modroara błękitna, ara błękitna (Anodorhynchus leari) – gatunek dużego ptaka z rodziny papugowatych (Psittacidae), występujący jedynie na niewielkim obszarze wschodniej Brazylii. Według IUCN A. leari jest obecnie zagrożona wyginięciem, jest wymieniona w Załączniku I konwencji CITES. Nie wyróżnia się podgatunków.

## Etymologia
Polska nazwa zwyczajowa pochodzi od ubarwienia tego gatunku ptaka. Natomiast nazwa gatunkowa wywodzi się od angielskiego poety i rysownika Edwarda Leara, który jest autorem wielu przedstawień ptaków, w tym modroary błękitnej.

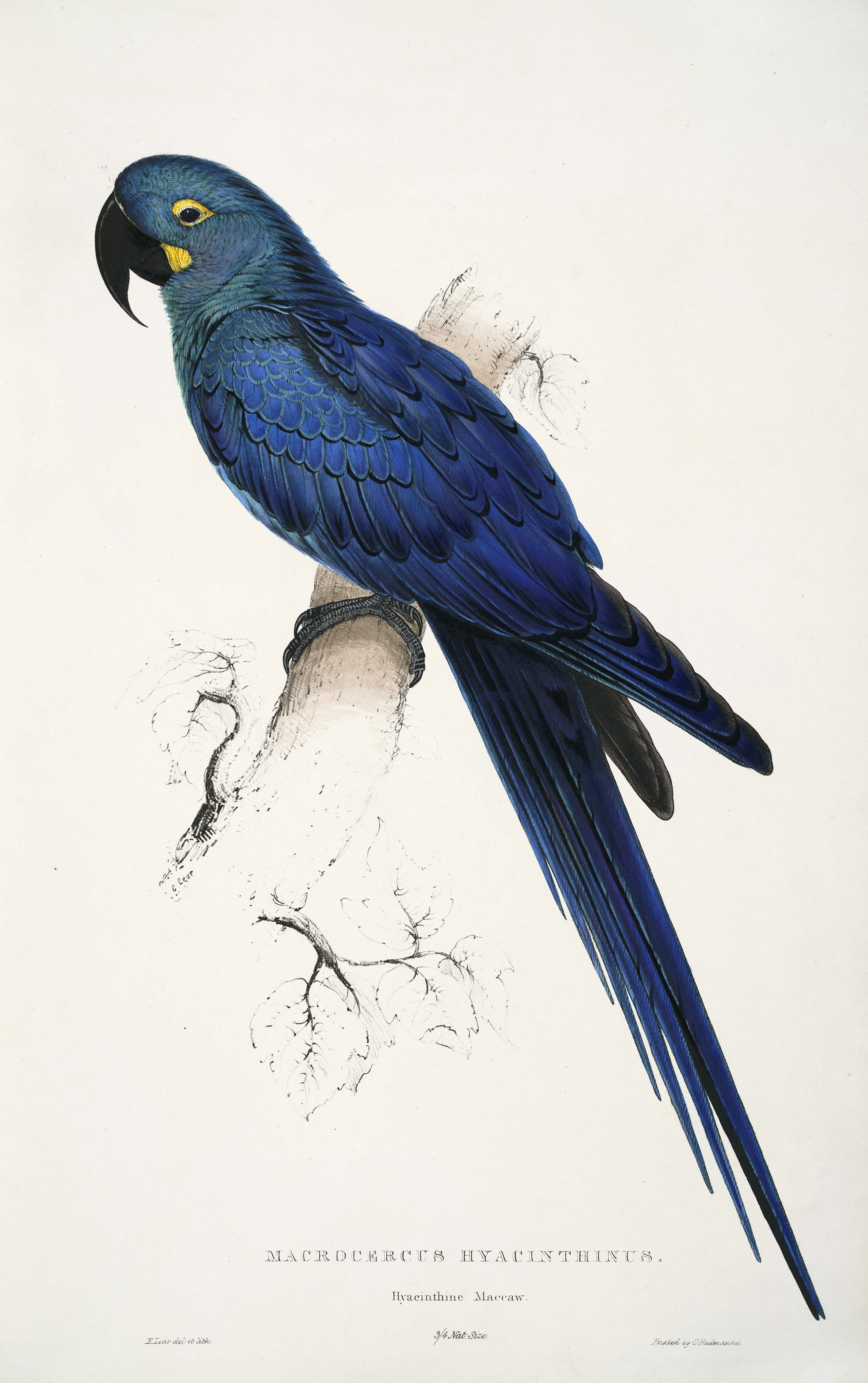
Modroara błękitna według Edwarda Leara

## Historia odkryć
A. leari została opisana pierwszy raz przez Karola Bonaparte w 1856 roku, jednak nie udało się ustalić obszaru występowania większej ilości tych papug. Publiczność pierwszy raz zobaczyła modroarę błękitną w 1950 w lokalnym brazylijskim zoo. Jednak dopiero w 1978 Helmut Sick odkrył dwa niewielkie obszary – w okolicy Toca Velha i Serra Branca – w stanie Bahia w Brazylii, gdzie występuje modroara błękitna.

## Wygląd
Modroara błękitna jest w bardzo dużym stopniu podobna do modroary hiacyntowej, ale jest od niej mniejsza, a upierzenie ma bardziej matowe. A. leari osiąga do 75 cm długości i do 0,95 kg masy. Skrzydła, ogon i całe ciało z wyjątkiem głowy są ciemnoniebieskie. Natomiast sama głowa jest nieco jaśniejsza. Wokół oczu upierzenie jest żółtawe lub żółto-pomarańczowe. Po bokach przy dziobie modroara błękitna ma gołą jasnożółtą skórę, a sam dziób jest duży i czarny. Nogi u tego gatunku mają kolor ciemnoszary.

## Środowisko
Naturalnym środowiskiem występowania modroary błękitnej są tereny, na których występuje palma Licuri, ponieważ orzechy tej palmy są bardzo ważnym składnikiem diety A. leari. Palmy Licuri występują obecnie jednak tylko na szczątkowym terytorium (ok. 1,6%) swojego pierwotnego obszaru, stąd też zasięg występowania modroary błękitnej jest bardzo mocno ograniczony. Drugim ważnym składnikiem środowiska dla tego gatunku jest obecność piaskowca, w którym papugi zakładają gniazda. Ponieważ piaskowiec jest skałą bardzo twardą, ary rozmiękczają ją śliną, a następnie wykonują dziobem małe szczeliny. Na końcu zaś nogami wyskrobują osłabioną skałę.

## Zachowanie
Modroary błękitne łatwo i w interesujący sposób dostosowują się do otoczenia. Kiedy stado poszukuje nowych terenów lęgowych lub pożywienia, część samców dokonuje zwiadu na okolicznym terenie dla bezpieczeństwa całego stada. Jeśli zwiadowcy dostrzegą niebezpieczeństwo, natychmiast wydają sygnały ostrzegawcze dla stada, które słychać w promieniu kilku kilometrów. Ponadto modroary błękitne potrafią osiągnąć w locie szybkość ponad 55 km/godz., co pozwala im skutecznie unikać zagrożenia.

## Rozmnażanie
Modroary błękitne osiągają dojrzałość płciową pomiędzy 2 a 4 rokiem życia, przy długości życia dochodzącej do 30, a nawet 50 lat. Samice składają 1–2 jaja rocznie w okresie godowym trwającym od grudnia do maja, ale nie wszystkie osobniki łączą się w pary.

## Status i ochrona

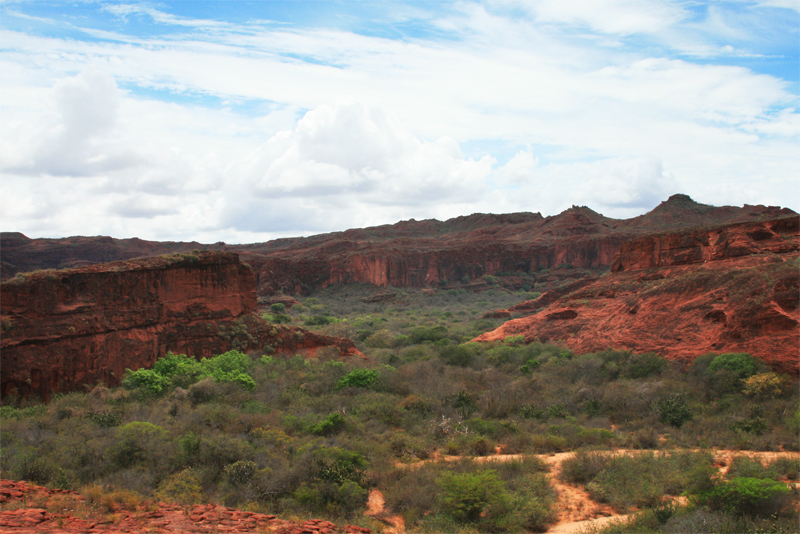
Piaskowce w stanie Bahia – tereny lęgowe modroary błękitnej

Od 1994 roku gatunek był uznawany przez IUCN za krytycznie zagrożony wyginięciem, ponieważ populacja wynosiła jedynie ok. 140 osobników. Status ten utrzymał się – mimo znacznego wzrostu liczby ptaków – aż do 2008 roku. Dopiero w 2009 IUCN przyznała A. leari status gatunku zagrożonego, gdyż populacja zwiększyła się do ponad 960 w roku 2008. W 2018 roku liczebność populacji szacowano na 1694 osobniki; trend liczebności nadal uznaje się za wzrostowy.
Nadal jednak gatunek nie może być bezpieczny, ponieważ zdarzają się niedobory orzechów Licuri, powodowane np. przez tratowanie młodych palm przez bydło, oraz wykorzystywanie piaskowca przez ludzi. Z tych powodów programem pomocy i ochrony modroarę błękitną wspierają liczne organizacje, m.in.: Fundação Biodiversitas, SAVE Brasil, Loro Parque Fundación, Parrots International oraz Fundacja Lymington, które są nadzorowane przez Brazylijski Instytut Ochrony Środowiska, Zasobów Naturalnych i Energii Odnawialnej (IBAMA). Jedna z wymienionych organizacji – Fundação Biodiversitas – powołała w 1993 roku Stację Biologiczną Canudos, która chroni skały piaskowca w rejonie występowania tych papug.
Gatunek został wymieniony w Załączniku I konwencji CITES.